# Свободата води народа
„Свободата води народа“ (на френски: La Liberté guidant le peuple) е картина от Йожен Дьолакроа, посветена на Юлската революция, и по-специално на събитията от 28 юли 1830 г. в центъра на Париж.
Жена, олицетворяваща Свободата, води народа напред над телата на загиналите, като в едната ръка държи знамето на френската революция, а в другата – мускет. На главата си има фригийска шапка.
Дьолакроа рисува картината си през есента на 1830 г. Творбата е показана за първи път през май 1831 г.
Правителството на Франция купува картината за 3000 френски франка с намерението да я постави в тронната зала на Люксембургския дворец, за да напомня на „гражданина-крал“ Луи-Филип за Юлската революция, чрез която се възкачва на власт. Идеята не се осъществява.
На Дьолакроа е позволено да изпрати картината на съхранение при леля си Фелисите. По-късно платното е изложено за кратко през 1848 и 1855 г. През 1874 г. картината е прибрана в Лувъра.